# Aki-Matilda Høegh-Dam
Aki-Matilda Tilia Ditte Høegh-Dam (Hillerød, Dinamarca, 17 d'octubre de 1996) és una política grenlandesa. Membre del partit de centre-esquerra grenlandès Siumut, n'és la seva representant al Folketing d'ençà que va ser elegida arran de les eleccions generals daneses del 2019. Fou aleshores la persona més jove que va entrar al parlament danès amb només 22 anys.
Es féu famosa al maig del 2023 quan va fer servir el grenlandès al parlament danès, on no s'havia utilitzat mai fins llavors, i negant-se a parlar-hi en danès, tot desobeint a la presidenta de la cambra.

## Biografia
Aki-Matilda Høegh-Dam nasqué el 17 d'octubre de 1996 a Hillerød al si d'una família de classe mitjana. La seva mare, Bitten Høegh-Dam, és mestra d'escola i el seu pare, Kim Høegh-Dam és mariner i pescador. Infant més petita de la família, té dos germans i dues mig germanes per part del pare. Té ascendència danesa per part de la mare i ètnicament grenlandesa per part del pare. Va ser criada a Sisimiut, poble situat a la costa oest de Grenlàndia. Quan tenia 15 anys, com a voluntària a Nakuusa (un projecte d'UNICEF en suport als nens grenlandesos), va fer un viatge per la costa de Grenlàndia. Durant aquesta excursió va parlar de política amb un amic, i a conseqüència, poc de temps després, va decidir afiliar-se a Siumut, un partit polític socialdemòcrata grenlandès. Després d'unir-se a l'organització juvenil del partit, el seu interès per la política va continuar creixent.
Després d'acabar l'institut, el 2014 va començar uns estudis en ciències polítiques a la Universitat de Copenhaguen i s'hi va graduar el 2019. Mentrestant, el 2015, havia participat al concurs de Miss Dinamarca. Encara que només acabà en sisena posició, l'esdeveniment tingué molt de ressò a Grenlàndia i li donà certa popularitat entre la població grenlandesa.
A les eleccions generals daneses que tingueren lloc el 5 de juny de 2019, Høegh-Dam va ser un dels dos grenlandesos que van esdevenir membres del Folketing. Expressant un fort suport a la cap dels socialdemòcrates, Mette Frederiksen, va fer campanya sobre el fet que Dinamarca hauria de tenir més cura de les seves responsabilitats envers els grenlandesos. Høegh-Dam dona suport a la independència de Grenlàndia.